# CD-MUSIC
CD-MUSIC is de afkorting van Charge Distribution and MUlti SIte Complexation. Het is een theorie die de binding van ionen aan minerale oppervlakken beschrijft. Met deze theorie kan men de bijdrage van mineralen aan de mate van binding en oplosbaarheid van een stof in de bodem berekenen.
Als gevolg van de minerale structuur, zijn er op een oppervlak verschillende typen van groepen (Multi Site Complexation = MUSIC). Deze oppervlaktegroepen kunnen reageren met protonen (H+ ionen) en andere ionen (bijvoorbeeld fosfaat, sulfaat, lood, cadmium etc.), waardoor de lading op het oppervlak verandert. 
De variabele lading beïnvloedt (aantrekken of afstoten) de sterkte van de chemische binding van dergelijke ionen. Bij de binding van zulke ionen dringt een deeltje deels in het oppervlak en vervangt daar oppervlaktegroepen. Het resterende deel steekt buiten het oppervlak uit. Dit idee staat centraal in het CD model. 
In het CD-model wordt de mate van afstoting en aantrekking berekend door de lading van het ion op te splitsen in twee delen. Voor beide ladingen wordt de grootte van de interactie(energie) berekend. Opgeteld geeft dit de totale mate van verandering van de bindingssterkte van een ion door de aanwezige lading. De interactie-energie wordt tot slot gebruikt om te berekenen hoeveel van de stof oplost.